# Skuggpärlemorfjäril
Skuggpärlemorfjäril (Argynnis laodice) är en art i insektsordningen fjärilar som tillhör familjen praktfjärilar. 

## Utbredning
Dess utbredningsområde omfattar södra Skandinavien, östra Europa, nordvästra Kazakstan och östra Asien. I Sverige har den hittats i de östra delarna av landet, från Skåne till Gästrikland. Fynden är dock oregelbundna och det anses tveksamt om denna fjäril är en bofast art i Sverige. De funna fjärilarna kan vara migranter från sydligare trakter, eller från Finland, där arten anses bofast.

## Utseende
Skuggpärlemorfjärilen har som andra pärlemorfjärilar orangeröda vingar med ett mönster av brunsvarta fläckar, ordnade i tvärband. Särskilda kännetecken gentemot andra arter av pärlemorfjärilar är att framvingarnas främre hörn är ovanligt trubbiga. På honan finns också en liten vit fläck nära framvingens hörn. Den inre delen på undersidan av bakvingarna är ljust gul med otydliga fläckar, ofta så svaga att de med blotta ögat ser ut att saknas helt, medan den yttre hälften är mer orangeaktig med tydligare fläckar. Vingbredden är 48-62 millimeter.

## Ekologi
Flygtiden för den fullbildade fjärilen, imagon, är i Norden från juli till augusti. Ofta ses fjärilen flyga över lite fuktigare marker, eller i skogsbryn. Larven lever främst på kärrviol. Fjärilen övervintrar en gång som larv och förpuppningen sker följande år, i maj eller juni.